# 155º Reggimento artiglieria "Emilia"
Il 155º reggimento artiglieria "Emilia" è stato un reggimento del Regio Esercito e con la denominazione di 155º Gruppo artiglieria "Emilia" dell'Esercito Italiano.

## Le origini
Il 155º reggimento artiglieria "Emilia" viene costituito il 1º dicembre 1941, destinato a formare,  con il 119º e 120º reggimento di fanteria, la 155ª Divisione fanteria "Emilia" di stanza a Pesaro. Nel 1942 il reggimento d'artiglieria viene inviato nel Regno di Jugoslavia per contrastare le azioni dei partigiani titini in Montenegro.
Alla dichiarazione dell'armistizio di Cassibile, dislocato nei pressi di Cattaro, entra immediatamente in contatto con le forze tedesche che intimano la resa della Divisione "Emilia", cui seguiranno alcuni giorni di aspri combattimenti, risoltisi in favore delle forze italiane. Grazie all'intensa copertura d'artiglieria fornita dal reggimento che permette di tenere distanti le truppe tedesche, la Divisione "Emilia" riesce a sganciarsi, il 16 settembre, e raggiungere in nave le coste della Puglia.

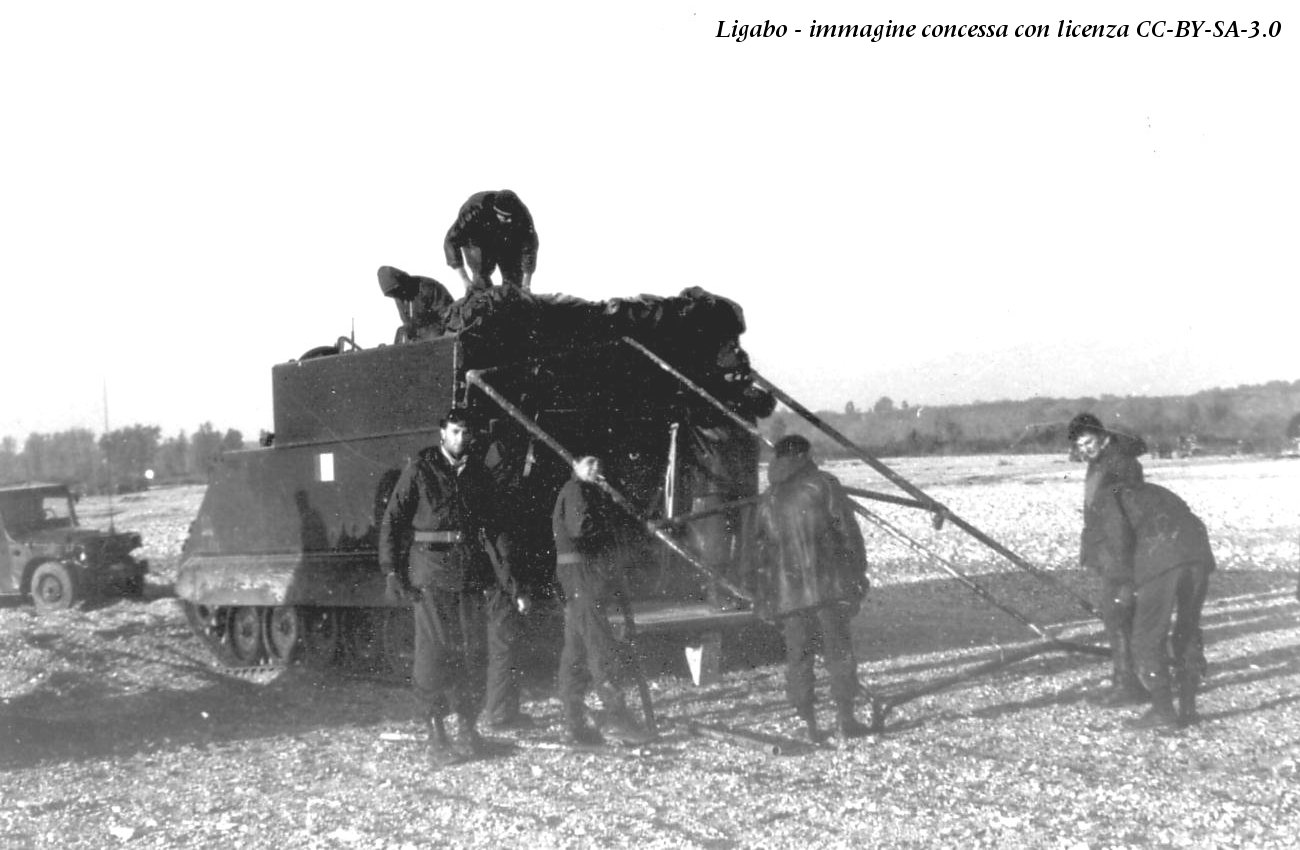
Artiglieri del 155º Gruppo Artiglieria Pesante Campale "Emilia" allestiscono la postazione di calcolo balistico per le batterie, su VTC M577. Greto del fiume Torre, novembre 1979.

Il reggimento viene ricostituito per essere posto alle dipendenze della Divisione "Mantova" dal 10 febbraio 1944 e dotato, in ottobre, di materiale britannico.
Mai impiegato in combattimento nelle ultime fasi della seconda guerra mondiale, il 155º resta in forza alla Divisione fanteria "Mantova" e concorre, nel 1946, alla ricostruzione del 5º artiglieria.
In seguito viene dislocato ad Udine, abbandonando la specialità "campagna" per quella Artiglieria "semovente" e lascia la divisione, il 30 aprile 1964, per formare il 27º artiglieria pesante semovente.

### 155º Gruppo artiglieria "Emilia"
Il 1º gennaio 1976 viene nuovamente costituito come 155º Gruppo artiglieria pesante campale semovente "Emilia" ed inserito nella riformata Divisione meccanizzata "Mantova", composto da una batteria comando e tre batterie di fuoco con sei pezzi ognuna, dotate di semoventi "M 109 G".
Nel 1981 si riconverte al traino meccanico, ricevendo in dotazione gli obici FH-70 e passa alle dipendenze del Comando artiglieria del 5º Corpo d'Armata, dal 1º ottobre 1986, allo scioglimento della Divisione meccanizzata "Mantova", per essere anch'esso sciolto il 30 giugno 1992.
Il motto del Reggimento è "Proteso ad ogni ardimento" e la sua bandiera di guerra è decorata di una Medaglia di Bronzo al Valor Militare ed una di Bronzo al Valore dell'Esercito.